# Оранжевый солдат
«Оранжевый солдат» (нидерл. Soldaat van Oranje, «оранжевый» в значении «голландский»), также известный под названиями «Солдаты королевы» и «Голландский солдат» — голландский кинофильм Пола Верховена по автобиографическому произведению Эрика Хазелхоффа Рулфземы. Фильм рассказывает о немецкой оккупации Голландии во время Второй мировой войны.

## Сюжет
Четыре друга, студенты из Лейдена, Эрик Лансхоф (Рутгер Хауэр), Гюс Лежён (Йерун Краббе), Ян Венберг (Хёйб Ройманс) и Алекс (Дерек де Линт), оказываются вовлечены во Вторую мировую войну. Война неотвратимо раз за разом разбрасывает и сводит их вместе, заставляет сражаться вместе и друг против друга.
Алекс, немец по матери, вначале присоединившийся вместе с Яном к нидерландской армии, после капитуляции Нидерландов вступает в ряды СС и в конце войны погибает от гранаты, брошенной рукой ребёнка. А еврея Яна казнят нацисты.
Друг Эрика, Робби, член нидерландского сопротивления, вынужден сотрудничать с гестапо, чтобы защитить свою невесту, еврейку Эстер. Узнав о предательстве, его убивает друг Гюс, обрекая себя тем самым на казнь гильотиной.
Эрик и Гюс, вместе с полковником Рафелли (Эдвард Фокс) и солдатом Сьюзен (Сьюзен Пенхалигон), сражаются вместе с английскими союзниками. А Эрик сначала становится сопровождающим королевы Вильгельмины, а затем вступает в военно-воздушные силы Великобритании, чтобы бомбить Германию.
В конце войны, вернувшись в Лейден, Эрик узнаёт, что все его друзья погибли: в живых остались только он сам и Эстер.

## В ролях
- Рутгер Хауэр — Эрик Лансхоф
- Йерун Краббе — Гюс Лежён
- Сьюзен Пенхалигон — Сьюзен
- Эдвард Фокс — полковник Рафелли
- Лекс ван Делден — Нико
- Дерек де Линт — Алекс
- Хёйб Ройманс — Ян Вейнберг
- Долф де Врис — Жак тен Бринк
- Эдди Хаббема — Робби Фрост
- Белинда Мёлдейк — Эстер
- Питер Фабер — Виллем Достгарде

## Награды и номинации

### Награды

#### Приз ассоциации кинокритиков Лос-Анджелеса
- 1979 — Лучший фильм на иностранном языке

### Номинации

#### Золотой глобус
- 1980 — Лучший фильм на иностранном языке — Нидерланды

Отснятый материал также стал основой для четырёхсерийного телефильма под названием «Солдаты королевы» (Voor koningin en vaderland), вышедшего в эфир в Нидерландах.